# Xylonomycetes
Xylonomycetes é uma classe de fungos ascomicetos da subdivisão Pezizomycotina  que inclui as ordens Symbiotaphrinales e Xylonales. 

## Descrição
Os membros desta classe são fungos microscópico que vivem como endossimbiontes das folhass das árvores do género Hevea (árvore-da-borracha), vivendo incorporados nos tecidos foliares, no quais parecem ter efeito de proteção contra fitopatógenos.
O grupo foi identificado a partir de espécimes encontrados em 2012 numa floresta do Peru, mas acredita-se que eles possam estar espalhados por toda a América do Sul.

## Taxonomia

Xylona heveae vista ao microscópio.

A classe Xylonomycetes integra as seguintes ordens, famílias e géneros:
- Symbiotaphrinales
  - Symbiotaphrinaceae
    - Symbiotaphrina
- Xylonales
  - Xylonaceae
    - Xylona – Género tipo
    - Trinosporium